# Miradero (Cabo Rojo)
Miradero è una circoscrizione di Cabo Rojo, Porto Rico. La sua popolazione nel 2010 ammontava a 15.521 abitanti. Joyuda, un piccolo villaggio di pescatori sulla strada gastronomica, si trova a Miradero.